# 시메온 슈테레프 (레슬링 선수)
시메온 아타나소프 슈테레프(불가리아어: Симеон Атанасов Щерев, 1959년 2월 8일~)는 불가리아의 레슬링 선수, 지도자이다. 1988년 하계 올림픽 자유형 페더급에서 동메달을 획득했으며 세계 선수권 대회에서 금메달 1개, 은메달 1개, 동메달 2개, 유럽 선수권 대회에서 금메달 3개, 은메달 2개, 동메달 4개를 획득했다.